# Magyarország az 1995-ös atlétikai világbajnokságon
Magyarország a svédországi Göteborgban megrendezett 1995-ös atlétikai világbajnokság egyik részt vevő nemzete volt. Az ország a világbajnokságon 18 sportolóval képviseltette magát, akik összesen két érmet szereztek

## Érmesek
| Érem      | Versenyző    | Versenyszám   | Dátum         |
| --------- | ------------ | ------------- | ------------- |
| Bronzérem | Gécsek Tibor | Kalapácsvetés | augusztus 6.  |
| Bronzérem | Ináncsi Rita | Hétpróba      | augusztus 10. |

## Eredmények

### Férfi
| Versenyző       | Versenyszám     | Selejtező | Selejtező | Selejtező | Előfutam | Előfutam | Előfutam | Elődöntő | Elődöntő | Elődöntő | Döntő         | Döntő         |
| Versenyző       | Versenyszám     | Idő       | Hely.     | Össz.     | Idő      | Hely.    | Össz.    | Idő      | Hely.    | Össz.    | Idő           | Helyezés      |
| --------------- | --------------- | --------- | --------- | --------- | -------- | -------- | -------- | -------- | -------- | -------- | ------------- | ------------- |
| Csillag Levente | 110 m gát       | 13,75     | 5.        | 23.       | 13,92    | 6.       | 26.      | kiesett  | kiesett  | kiesett  | kiesett       | kiesett       |
| Kovács Dusán    | 400 m gát       |           |           |           | 49,30    | 3.       | 12.      | 49,57    | 7.       | 12.      | kiesett       | kiesett       |
| Dudás Gyula     | 20 km gyaloglás |           |           |           |          |          |          |          |          |          | 1:28:08       | 22.           |
| Urbanik Sándor  | 50 km gyaloglás |           |           |           |          |          |          |          |          |          | nem ért célba | nem ért célba |
| Czukor Zoltán   | 50 km gyaloglás |           |           |           |          |          |          |          |          |          | kizárva       | kizárva       |

| Versenyző      | Versenyszám   | Selejtező                | Selejtező                | Döntő    | Döntő     |
| Versenyző      | Versenyszám   | Eredmény                 | Helyezés                 | Eredmény | Helyezés  |
| -------------- | ------------- | ------------------------ | ------------------------ | -------- | --------- |
| Bagyula István | Rúdugrás      | 555 cm                   | 14.                      | kiesett  | kiesett   |
| Czingler Zsolt | Hármasugrás   | Érvényes kísérlet nélkül | Érvényes kísérlet nélkül | kiesett  | kiesett   |
| Horváth Attila | Diszkoszvetés | 62,36 m                  | 6.                       | 65,72 m  | 4.        |
| Fábián Zoltán  | Kalapácsvetés | 72,06 m                  | 24.                      | kiesett  | kiesett   |
| Gécsek Tibor   | Kalapácsvetés | 76,64 m                  | 5.                       | 80,98 m  | Bronzérem |
| Kiss Balázs    | Kalapácsvetés | 78,04 m                  | 3.                       | 79,02 m  | 4.        |

### Női
| Versenyző            | Versenyszám     | Döntő   | Döntő    |
| Versenyző            | Versenyszám     | Idő     | Helyezés |
| -------------------- | --------------- | ------- | -------- |
| Földingné Nagy Judit | Maraton         | 2:42:03 | 23.      |
| Rosza Mária          | 10 km gyaloglás | 42:34   | 7.       |
| Szebenszky Anikó     | 10 km gyaloglás | 45:03   | 23.      |

| Versenyző        | Versenyszám   | Selejtező                | Selejtező                | Döntő    | Döntő    |
| Versenyző        | Versenyszám   | Eredmény                 | Helyezés                 | Eredmény | Helyezés |
| ---------------- | ------------- | ------------------------ | ------------------------ | -------- | -------- |
| Vaszi Tünde      | Távolugrás    | Érvényes kísérlet nélkül | Érvényes kísérlet nélkül | kiesett  | kiesett  |
| Zsigmond Kinga   | Gerelyhajítás | 57,86 m                  | 18.                      | kiesett  | kiesett  |
| Preisinger Ágnes | Gerelyhajítás | 55,00 m                  | 26.                      | kiesett  | kiesett  |

| Versenyző    | Versenyszám | 100 m gát | 100 m gát | Magasugrás | Magasugrás | Súlylökés | Súlylökés | 200 m | 200 m | Távolugrás | Távolugrás | Gerelyhajítás | Gerelyhajítás | 800 m   | 800 m | Végeredmény | Végeredmény |
| Versenyző    | Versenyszám | Idő       | Pont      | Eredmény   | Pont       | Eredmény  | Pont      | Idő   | Pont  | Eredmény   | Pont       | Eredmény      | Pont          | Idő     | Pont  | Pont        | Helyezés    |
| ------------ | ----------- | --------- | --------- | ---------- | ---------- | --------- | --------- | ----- | ----- | ---------- | ---------- | ------------- | ------------- | ------- | ----- | ----------- | ----------- |
| Ináncsi Rita | Hétpróba    | 13,61     | 1034      | 183 cm     | 1016       | 14,73 m   | 843       | 24,38 | 945   | 653 cm     | 1017       | 46,66 m       | 796           | 2:16,56 | 871   | 6522        | Bronzérem   |